# グルー・ロジック
グルー・ロジック (glue logic) とは、電子工学における複数の集積回路を相互に接続する際に、外付けする論理回路である。
初期のマイクロプロセッサである6502やZ80を中心としたシステムを構成する場合、CPUに加えて、ROM、RAM、IOデバイスを接続するが、ROMやRAMが複数ある場合には、それをアドレス空間に適切に割り当てるために、アドレスデコーダを外付けする必要がある。これが、グルー・ロジックの例である。また、複数のデバイスを接続したバスをマイクロプロセッサが直接駆動できない場合には、間にバスドライバを挿入して駆動力を増幅する。このドライバや、ドライバを制御する回路もグルー・ロジックに含める。
初期のシステムにおいてグルー・ロジックはTTLなどの標準ロジックICを組み合わせて構成されたが、パーソナルコンピュータでは、やがて専用のチップセットに置き換えられた。また個別のシステムではCPLDやFPGAに置き換え、そこに所定の論理を設定して用いる。
一方で、たとえばi8085ファミリでは、i8085(CPU)、i8155(RAM,IO,TIMER)、i8355(ROM,IO)またはi8755(EP-ROM,IO)の3チップのみで最小システムを構成する場合には、他に論理回路を要求せず、グルー・ロジックを用いない。
近年は、SoCで全ての論理回路を集積したデバイスも製作される。この場合には、外付けの回路は不要である。